# Porąbka-Żar vízerőmű
A Porąbka-Żar vízerőmű Lengyelország második legnagyobb szivattyús-tározós vízerőműve a Nyugati-Beszkidekben, Bielsko-Białától 13 km-re délkeletre. (Lengyelországnak 23 szivattyús-tározós vízerőműve van.) Az erőmű a Soła folyón a Porąbkánál épült duzzasztógáttal létesített Międzybrodziei-víztározóból nyeri vizét, melyet a 761 m magas Żar hegy fennsíkján létesített víztározóba szivattyúzza fel olyankor, amikor a villamos energia fogyasztás kicsi és megfordítva a folyamatot az ott tárolt vízzel villamosenergiát termel a fogyasztási csúcsok idején. Az erőmű vasárnaponként látogatható turisták számára.

## Története
Az erőmű építése 1974-ben kezdődött. Az alagutakat sziléziai bányászok építették 5 hónap alatt és 1979. december 31-én a próbaüzemmel fejeződött be. Az üzem során kiderült, hogy a felső tározó aszfalt szigetelése nem zár megbízhatóan, ezért leeresztették a vizet és egy svájci céggel új aszfalt szigetelő réteget hordtak fel, azóta az erőmű rendben működik.

## Az erőmű felépítése

A felső tározó sematikus metszete

Az erőművet a napi energiacsúcsok kiszolgálására építették. A telep három fő részből áll:
- A Soła folyón a második világháború előtt három víztározót létesítettek, melyek szorosan egymást követik. A folyás irányában az első a Tresna gát (üzembe helyezve 1966-ban[3]), mely a Soła vizét felduzzasztva a Żywieci-tónak nevezett víztározót hozza létre. A következő a Porąbka gát (üzembe helyezve 1954-ben[4]), a mögötte képződő duzzasztott tározó neve Międzybrodziei tó. Az utolsó a Czaniec gát. A Tresna gát 21 MW, a Porąbka gát 12,6 MW összteljesítményű hagyományos vízerőművet táplál. A rendszert 1928-ban kezdték építeni és célja az energiatermelésen kívül a környék védelme az árvizektől és a környező települések jó minőségű ivóvízzel való ellátása volt. A szivattyús vízerőmű – melynek építését 1974-ben kezdték meg – alsó víztározója a már meglévő Międzybrodziei-tó.

- Közvetlenül a tó mellett emelkedik a 761 m magas Żar hegy, melynek fennsíkja kiválóan alkalmasnak kínálkozott a felső víztározó építésére. A hegy tetején egy 650×250 m méretű, szabálytalan alakú mesterséges víztározót építettek. A tározót gáttal vették körül, és a teljes medencét vasbetonnal bélelték ki, melyre vízzáró rétegként aszfaltot terítettek. A beton alapban a tározó alatt egy ellenőrző folyosót létesítettek, mely egyben az esetleg szivárgó víz elvezetésére is szolgál.[5]

- Maga az erőmű a felduzzasztott tó mellett a föld alatt épült meg, azért, hogy a két tározó közötti esést (a legnagyobb esés teljesen feltöltött felső tároló esetén 440 m, átlagosan 432 m[6]) minél jobban ki lehessen használni. Ez az egyetlen földalatti erőmű Lengyelországban. A gépházban 4 turbina működik, melyek szinkron gépekkel vannak összekapcsolva. Amikor a felső tározót ürítik, a vízgépek turbinaként, a szinkron gépek pedig generátorként működnek. Ha vizet szivattyúznak fel a tóból a felső tározóba, a szinkron gépek motorként, vízgépek pedig szivattyúként dolgoznak.

Az erőművet a felső tározóval két, egyenként 4 m átmérőjű, a vízszinteshez 45°-ban hajló akna köti össze. Mindegyik aknához két-két turbina csatlakozik. Ezekben az aknákban folyik a víz az erőmű és a felső tározó között.

## Az erőmű üzeme
Az erőművet a napi villamosenergia-fogyasztási csúcsok ellátására illetve az országos hálózatban bekövetkező váratlan meghibásodások kivédésére szánták. Üzeme a hőerőművek terhelésének egyenletesebbé tételét és így hatásfokuk növelését is eredményezi. Az erőmű névleges összteljesítménye 500 MW, (elértek már 540 MW-ot is). Ha mind a négy gép üzemel, a feltöltési idő 5 óra, az áramtermelés ideje (a felső tározó leürítése) 4 óra. Az erőmű évi átlagos energiatermelése 640 GWh, energiafelvétele 850 GWh, hatásfoka 75%. Az erőmű indításához szükséges idő rendkívül rövid: 180 s, ami alkalmassá teszi a gyors beavatkozásra hálózati üzemzavar esetén.

## Az erőmű gépeinek műszaki adatai

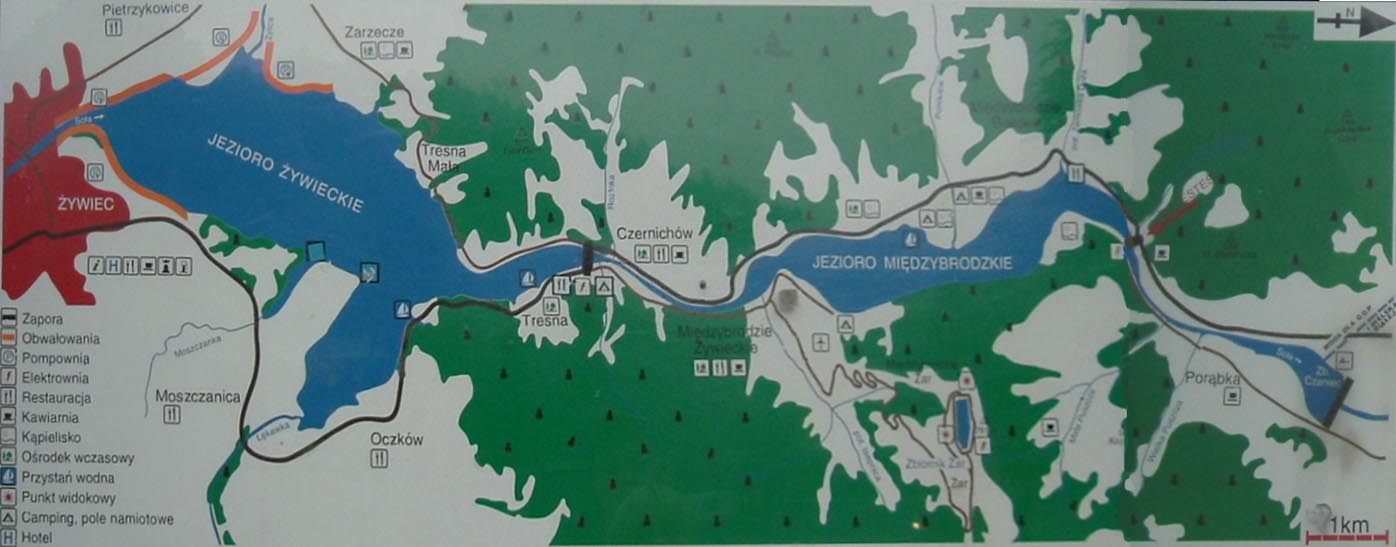
Térkép

- 4 megfordítható üzemű turbinaszivattyú 
  - Névleges teljesítmény turbina üzemben: 127 MW
  - Névleges teljesítmény szivattyú üzemben: 135 MW
  - Fordulatszám: 600 1/min
  - Névleges víznyelés turbina üzemben: 35 m³/s
  - Szállított vízmennyiség szivattyú üzemben:  28,8 m³/s
  - A forgórész átmérője: 3,1 m
- 4 szinkron generator
  - Névleges teljesítmény: 150 MVA
  - Névleges feszültség: 13,8 kV
  - cos φ: 0,9
- 4 aszinkron motor az indításhoz
  - Rövid idejű teljesítmény: 8 MW
  - Névleges feszültség: 13,8 kV
- 4 transzformátor
  - Névleges teljesítmény: 150 MVA
  - Névleges feszültség: 13,8 kV / 240 kV

## A felső tározó műszaki adatai

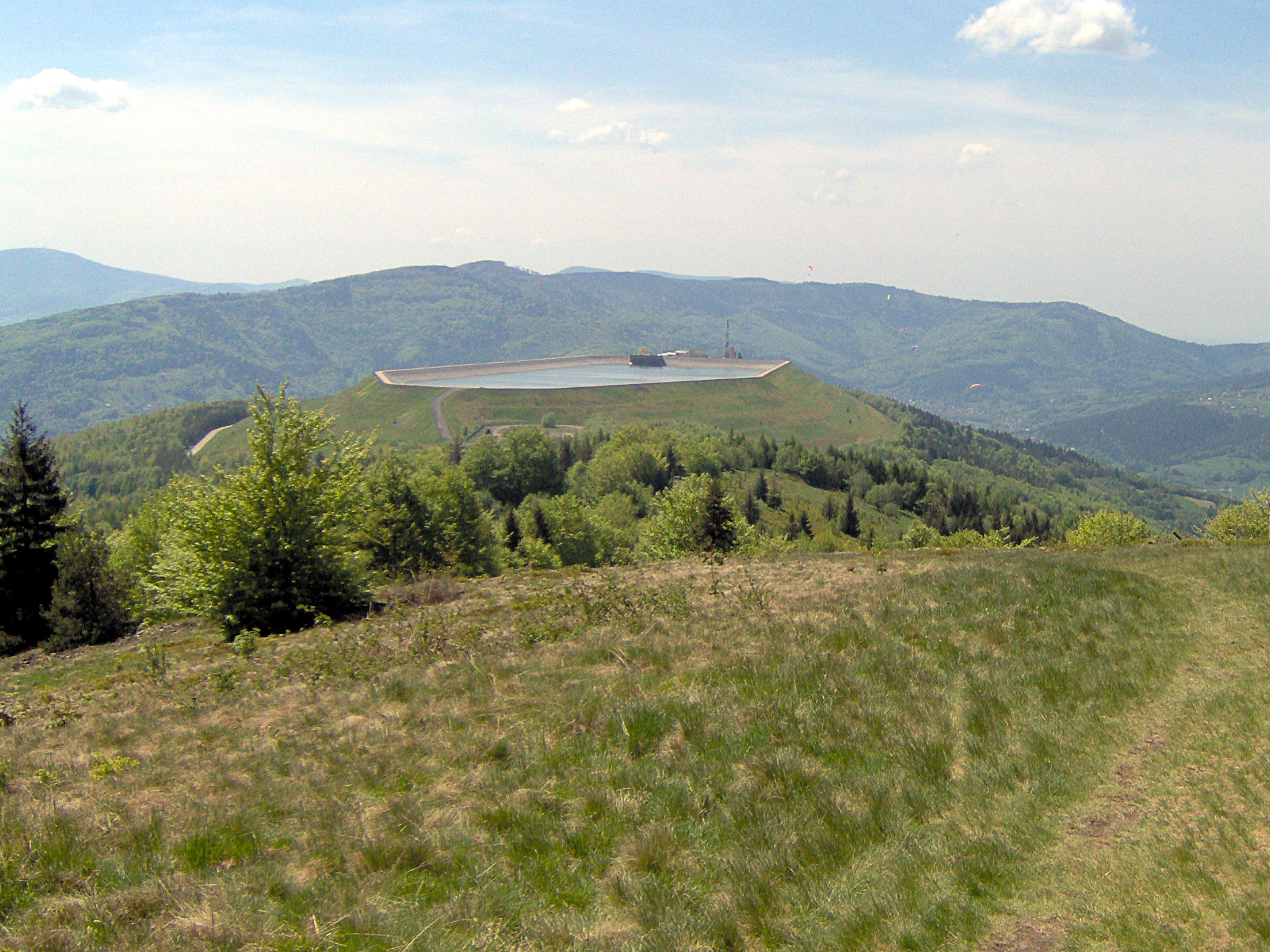
A szivattyús-tározós csúcserőmű felső tározója a Żar hegyen

A felső tározó a következő műszaki paraméterekkel rendelkezik:
- A tározó legnagyobb hossza: 650 m
- A tározó legnagyobb szélessége: 250 m
- A gát hossza: 1650 m
- A gát koronájának szélessége: 5 m
- A gát átlagos magassága: kb. 30 m
- Legnagyobb mélység: 27,87 m
- Legkisebb mélység: 24,00 m
- Teljes térfogat: 2 310 000 m³
- Energetikailag hasznosítható víztérfogat: 2 000 000 m³
- Vízfelszín változása: 20 m
- Átlagos vízáram 4 szivattyú működése esetén: 140 m³/s
- A teljes feltöltés ideje 4 szivattyú működése esetén: 5,5 h
- Átlagos vízáram 4 turbina működése esetén: 145 m³/s
- Generátoros üzem ideje 4 turbina működése esetén: 4 h
- Az erőmű teljesítménye generátoros üzemben: 4×125 MW
- Az erőmű teljesítményfelvétele szivattyús üzemben: 4×135 MW

## Külső hivatkozások
- A PGE Energia Odnawialna SA hivatalos honlapja (lengyelül)
- Az erőművek adatai
- Elektrownia Porąbka - Żar építése
- Google Map az erőmű környékéről
- Az erőműről
- Fizyka.net.pl